# Блантер, Ярослав Михайлович
Яросла́в Миха́йлович Бла́нтер (род. 19 ноября 1967, Москва, РСФСР, СССР) — нидерландский физик российского происхождения, специалист в области металловедения и физики конденсированного состояния. Кандидат физико-математических наук (1992), с 2012 года профессор Института наноисследований Кавли Делфтского технического университета (Нидерланды).

## Биография
Ярослав Блантер родился в 1967 году в Москве, в семье советского физика Михаила Соломоновича Блантера. В 1984 году окончил московскую физико-математическую Вторую школу. В 1990 году окончил физико-химический факультет Московского института стали и сплавов по специальности «физика металлов», поступил в аспирантуру того же вуза. В 1992 году под руководством профессора А. А. Варламова защитил диссертацию на соискание учёной степени кандидата физико-математических наук по теме «Проявление квантовых эффектов в кинетических свойствах электронных систем вблизи топологического перехода» (специальность 01.04.07 — «физика твёрдого тела»). С 1990 по 1994 год преподавал в МИСиСе статистическую физику, теорию нормальных и сверхпроводящих металлов, классическую и квантовую механику. С 1989 по 1993 год преподавал также математику в школе № 43 (позже гимназия № 1543).
В 1995 году Блантер при поддержке фонда Гумбольдта уехал в Карлсруэ (Германия), в Институт теории конденсированного состояния (при Технологическом институте Карлсруэ). С 1996 по 2000 годы работал старшим преподавателем в Женевском университете, в группе профессора Маркуса Бюттекера.
С 2000 года Блантер является сотрудником Института наноисследований Кавли Делфтского технического университета: до 2007 года на должности доцента, затем — старшего доцента, с 2012 года занимает должность профессора. Он работает в отделении квантовой нанонауки, в области квантовых преобразований. Группа под руководством Блантера непосредственно занимается следующими вопросами: «Наномагноника и резонатор», «Оптомагноника», «Наномеханика», «Квантовый транспорт».
Ярослав Блантер принял участие в работе организационных комитетов 15 научных конференций, где выступил с около 60 приглашёнными докладами.
Как преподаватель Блантер читает несколько курсов: «Современная физика» в рамках программы бакалавриата прикладной физики (студенты 1 курса), «Углублённая физика твёрдого тела» и «Сказки теоретической физики» в рамках магистерской программы прикладной физики. Руководил написанием 9 кандидатских диссертаций.
Владеет английским, нидерландским, французским, немецким и русским (родным) языками.

## Научная деятельность
Научные интересы Я. Блантера находятся в области мезоскопической физики и связаны с проводимостью таких систем, а также дробового шума, возникающего из-за квантования заряда электрона. Теория, представленная в статье Shot-noise current-current correlations in multiterminal diffusive conductors (1997), рассматривала флуктуации тока в многоконтактных диффузионных проводниках. Для проводников с четырьмя контактами их можно рассматривать как твердотельный аналог оптического эксперимента Хэнбери Брауна и Твисса. В мезоскопических системах фаза волновой функции может приводить к интерференционным эффектам, и в статье было показано, что усреднение по беспорядку не приводит к исчезновению обменных корреляций между токами. Эти корреляции зависят от геометрии образца. Дробовой шум в многоконтактных биллиардах с диффузионными стенками и баллистическим транспортом между ними рассмотрен в работе 2000 года. В работе использовалась квазиклассическая теория (без учёта фазовой когерентности) и показано подавление дробового шума с коэффициентом 1/4, которое носит универсальный характер для симметричного двухконтактного биллиарда. Основные работы, относящиеся к дробовому шуму и опубликованные до 2000 года, были использованы для написания обзора по дробовому шуму в мезоскопических проводниках. Этот обзор стал стандартной ссылкой для других исследователей дробового шума.
Другая область научного интереса Блантера связана с топологическими состояниями в твёрдом теле. В двухслойном графене можно управлять шириной запрещённой зоны, то есть превратить материал из проводника в диэлектрик, прикладыванием напряжения на затворах, расположенных по обе стороны от плоскости двумерного материала. Используя четыре затвора с инвертированным напряжением, можно создать проводящий одномерный канал в образце, обладающий топологическими свойствами.
В 2009 году Блантер совместно с Ю. Назаровым написал учебник для студентов-физиков и инженеров, занимающихся нанотехнологиями (англ. Quantum Transport: Introduction to Nanoscience), который рассматривает вопросы квантового электронного транспорта в твёрдом теле. Эта книга даёт доступное теоретическое описание современных концепций и понятий в науке, появляющихся на наномасштабе, с привлечением множества примеров из экспериментальной физики.

## Проекты Wikimedia
Ярослав Блантер — активный участник проектов Wikimedia. В 2007—2011 годах принимал деятельное участие в развитии русского раздела Википедии, за это время сделал правки примерно в 10 тысячах статей, был администратором и арбитром. Наложил более тысячи блокировок на участников, удалил несколько тысяч страниц. В дальнейшем продолжил работу в других проектах Wikimedia — в частности, в 2015 году стал лидером по числу правок в русском разделе Викигида.
В марте 2020 года интернет-издание The Daily Dot сообщило о ключевой роли Блантера в разоблачении статьи-мистификации про «советского режиссёра Юрия Гадюкина», продержавшейся почти 4 года в английской Википедии.

## Научные труды
Блантер имеет более 100 опубликованных в рецензируемых журналах трудов. Его индекс Хирша составляет 28. Наиболее цитируемые работы:
- Blanter Y. M., Buttiker M. Shot noise in mesoscopic conductors // Physics Reports[англ.]. — 2000. — Vol. 336. — P. 1—166. — doi:10.1016/S0370-1573(99)00123-4.
- Blanter Y. M., Büttiker M. Shot-noise current-current correlations in multiterminal diffusive conductors // Phys. Rev. B. — 1997. — Vol. 56. — P. 2127. — doi:10.1103/PhysRevB.56.2127. — arXiv:cond-mat/9702047.
- Blanter Ya. M., Sukhorukov E. V. Semiclassical Theory of Conductance and Noise in Open Chaotic Cavities // Phys. Rev. Lett.. — 2000. — Vol. 84. — P. 1280. — doi:10.1103/PhysRevLett.84.1280. — arXiv:cond-mat/9904448.
- Martin I., Blanter Ya. M., Morpurgo A. F. Topological confinement in bilayer graphene // Phys. Rev. Lett.. — 2008. — Vol. 100. — P. 036804. — doi:10.1103/PhysRevLett.100.036804. — arXiv:0709.3522.
- Blanter Y. M., Mirlin A. D., Muzykantskii B. A. Fluctuations of conductance peak spacings in the Coulomb blockade regime: Role of electron-electron interaction // Phys. Rev. Lett.. — 1997. — Vol. 78. — P. 2449. — doi:10.1103/PhysRevLett.78.2449.
- Blanter Y. M. Electron-electron scattering rate in disordered mesoscopic systems // Phys. Rev. B. — 1996. — Vol. 54. — P. 12807. — doi:10.1103/PhysRevB.54.12807.
- Sapmaz S., Blanter Y. M., Gurevich L., van der Zant H. S. J. Carbon nanotubes as nanoelectromechanical systems // Phys. Rev. B. — 2003. — Vol. 67. — P. 235414. — doi:10.1103/PhysRevB.67.235414.

- Sapmaz S., Jarillo-Herrero P., Blanter Y. M., Dekker C., van der Zant H. S. J. Tunneling in suspended carbon nanotubes assisted by longitudinal phonons // Phys. Rev. Lett.. — 2006. — Vol. 96. — P. 026801. — doi:10.1103/PhysRevLett.96.026801.

## Книги
- Nazarov Yuli V., Blanter Yaroslav M. Quantum Transport: Introduction to Nanoscience. — Cambridge University Press, 2009. — 581 с. — ISBN 978-0-521-83246-5/..